# Cogollos de Guadix
Cogollos de Guadix – gmina w Hiszpanii, w prowincji Grenada, w Andaluzji, o powierzchni 30,26 km². W 2011 roku gmina liczyła 718 mieszkańców.
Cogollos znajduje się na północnym skraju parku przyrody Sierra Nevada, stanowiąc część obszaru górskiego, który Arabowie nazywali Sened.